# Miraflores (Jujuy)
Miraflores es una localidad argentina ubicada en el Departamento San Pedro de la Provincia de Jujuy. Presenta el aspecto de una isla rodeada de cañaverales del Ingenio La Esperanza. Se encuentra 1 km al este de La Esperanza (de la cual depende administrativamente) y 5 km al este del centro de la Ciudad de San Pedro de Jujuy. El ingenio construyó este tipo de barrios en varios lotes con materiales resistentes pero pequeñas y con baños comunitarios.
Cuenta con un puesto de salud inaugurado en 2012. La comunidad guaraní impuso el arete guazú y el desentierro del pim pim, ceremonias llevadas a cabo en el carnaval.